# Barn Jesus i en krybbe lå
Barn Jesus i en krybbe lå er en dansk julesang skrevet af H.C. Andersen. Den kendeste melodi er skrevet af Niels W. Gade.

## Tekst
H.C. Andersens tekst er på blot to strofer.
Hver strofe har syv verselinjer, hvor rimmønstret er aBaBccd.
Teksten var en del af December-delen af værket Aarets tolv Maaneder, Tegnede med Blæk og Pen, som han havde skrevet i 1832.
Værket blev udgivet den 18. december 1832 og var tilegnet kong Frederik VI.
December består af en række smådigte begyndende med Dybt i mit Hjerte, hvor hun boer som en replik af "Ungersvenden".
H.C. Andersen skrev sangen nyligt hjemvendt fra en tur til Tyskland, hvor han i Gemäldegalerie Alte Meister i Dresden havde set Correggios maleri Natten (Nativity eller Holy Night), som havde inspireret ham.
I værket angiver H.C. Andersen at "De fattige Børn paa Gaden" skal synge Barn Jesus i en krybbe lå.
Første strofe er en beskuers beskrivelse af julenatten med julekrybben med hø og strå, himlen med julestjernen og en okse der kysser jesusbarnets fod.
Anden strofe er en henvendelse til "hver sorgfuld sjæl" med en opfordring til at blive "karsk og glad" og at blive "Børn i Sjæl og Sind", fordi Jesus er født.
Andersen skrev også julekanteten Paa Sorgens Hav jeg øiner Arken, der har samme tema.
Johan de Mylius har karakteriseret Barn Jesus i en krybbe lå som havende en "inderlige, barnlige tone" med mindelser om Brorson,
mens andre har hørt et "lidt barnlige, lyriske udtryk" i teksten.
Ulla Terkelsen fremhævede salmen for sin "insisteren på, at det ikke er tilstrækkeligt at beskue det nyfødte Jesusbarn i krybben. Det er ikke, hvad religion handler om. Vi skal derimod gå ind til barnet og selv 'blive børn i sjæl og sind'."
Lignende betagtning har Kirsten Nielsen med "vi skal ikke blot se, vi skal gå ind til barnet og selv blive børn af sjæl og sind".
Anderledes har Georg Metz associeret sangen til "julesentimentalitet",
og sangens eksklusion fra tidligere tiders salmebog er forklaret med at salmebogskommissionerne anså Andersens kristendomsforståelse for infantil.
Digtet var ikke skrevet med henblik på kirkelig brug,
og før den blev optaget i Salmebogen mest anset som en sang frem for en salme.
Salmen er anset som både for børn og for voksne, — i lighed med H.C. Andersens eventyr.

## Melodi
Den mest kendte melodi er Niels W. Gades som udkom til samlingen Børnenes Jul, opus 36 ved juletid 1859. Han havde komponeret sangen samme år.
Der eksisterer andre melodier til H.C. Andersens tekst.
Johan Christian Gebauer havde ti år før Gade udgivet Juleaften. Sang for Børn i København i 1849.
Denne melodi var op til 1950'erne den mest udbredte.
Henrik Rung komponerede en version for blandet kor i 1866.
Også Robert Schumann komponerede en version som Weihnachtlied, opus 79.

## Versioner og indspilninger
Barn Jesus i en krybbe lå nåede først med i Den Danske Salmebog ved den nye udgave i 2003.
I den samme udgave fik H.C. Andersen også optaget sit digt fra 1864 Jeg har en Angst.
I salmebogen er Barn Jesus i en krybbe lå nu nummer 103 under temaet "Troen på Guds søn - Jesu fødsel", hvor Niels W. Gades melodi er refereret.
Salmen findes også i Norsk Salmebok som nummer 45 i 2013-versionen.
Sangen blev inkluderet i S.A.E. Hagen og Serine Hagens samling Børnenes Musik udgivet i 1870 som en blandt knapt 150 børnesange.
I denne samling er Gades melodi valgt.
Den er også at finde i flere nyere sangbøger, 555 sange for folkeskolen
og Sangbogen fra Edition Wilhelm Hansen,
dog ikke i Højskolesangbogen.
Barn Jesus i en krybbe lå er naturligt nok også at finde i H.C. Andersens store julebog, en bog udgivet i 2001 af forlaget Forum og som indeholder hans juleeventyr og digte.
Akkompagneret af Henning Wellejus indspillede Annie Birgit Garde sangen til et album med sangen af H.C. Andersen udgivet i 1996.
Sangen har været i Ars Nova's og Louise Fribos repertoire.
Sangens titel er genbrugt til Kirsten Nielsens bog fra 2004 om julekrybbetraditionen.
Lone Scherfigs manuskript for hendes film Italiensk for begyndere angiver at salmen synges som en del af en scene i en kirke.
Filmen er fra 2001 og altså to år før sangen blev optaget i salmebogen.